# Francisco Daniel Rivera Sánchez
Francisco Daniel Rivera Sánchez, MSpS (Guadalajara, 15 de outubro de 1955 - Cidade do México, 18 de janeiro de 2021) foi um bispo auxiliar católico mexicano.

## Biografia
Rivera Sánchez nasceu em 15 de outubro de 1955 em Guadalajara, Jalisco, e foi ordenado ao sacerdócio em 1988.
Ele serviu como bispo titular de Aradi e como bispo auxiliar da Arquidiocese Católica Romana da Cidade do México de 2020 até à sua morte, em 18 de janeiro de 2021, vítima de COVID-19 na Cidade do México, durante a pandemia de COVID-19 no México.